# Изюм (город)
Изю́м (укр. Ізюм) — город в Харьковской области Украины, административный центр Изюмского района и Изюмской городской общины. До 2020 года был городом областного подчинения, составлявшим Изюмский городской совет. Третий по величине город области.
В 2022 году практически полностью разрушен российскими обстрелами в ходе боёв за Изюм. 1 апреля был оккупирован российскими войсками, а 11 сентября освобождён от них. На конец мая 2024 года население Изюма составляло ориентировочно 25 тысяч человек.

## Происхождение названия
Название города имеет тюркское происхождение и связано с казах. өзен «река», кар. äzän «река», тат. üzän «низина», бар. üzön «ручей», тел. öizöm «низина». По другой версии, название города происходит от арамейского слова יזום [изум] — «инициировать, создать». Также есть версия, согласно которой название происходит от слова «изюм», поскольку в окрестностях города в 17 веке разводили виноград.

## Географическое положение
Город Изюм находится на расстоянии 138 км от Харькова на обоих берегах реки Северский Донец в месте впадения в неё рек Мокрый Изюмец и Сухой Изюмец. К городу примыкают сёла Каменка, Пимоновка, Донецкое, Диброва, Капитоловка, Бабенково.
Площадь лесных массивов вокруг города составляет около 60 тыс. га, из них 430 га в границах города, а на расстоянии 9 км находится одно из крупнейших на Восточной Украине водохранилищ — Оскольское.

## Население
| Численность населения Изюма | Численность населения Изюма | Численность населения Изюма | Численность населения Изюма |
| год                         | население, чел.             | примечание                  |                             |
| --------------------------- | --------------------------- | --------------------------- | --------------------------- |
| 1785                        | 4301                        |                             |                             |
| 1843                        | 6489                        |                             |                             |
| 1897                        | 13 108                      | перепись                    |                             |
| 1959                        | 37 595                      | перепись 15 января          |                             |
| 1970                        | 51 600                      | перепись 15 января          |                             |
| 1971                        | 51 тыс.                     |                             |                             |
| 1978                        | 59 тыс.                     |                             |                             |
| 1989                        | 64 334                      | перепись                    |                             |
| 2001                        | 56,1 тыс.                   | перепись                    |                             |
| 2008                        | 52,4 тыс.                   |                             |                             |
| 2013                        | 51 511                      |                             |                             |
| 2016                        | 49 727                      |                             |                             |

По данным переписи 1926 года, украинцы составляли 81,2 % населения города, русские — 13,3 %, евреи — 2,8 %.
По данным переписи 2001 года, украинцы составляли 83,57 % населения Изюма, русские — 13,36 %.

### Языковой состав
Родной язык населения по данным переписи 1897 года:
| Язык       | Численность, чел. | Доля     |
| ---------- | ----------------- | -------- |
| Украинский | 10 268            | 78,33 %  |
| Русский    | 2 700             | 20,60 %  |
| Другие     | 140               | 1,07 %   |
| Итого      | 13 108            | 100,00 % |

По данным переписи 1926 года, украинский язык родным назвали 52,5 % населения Изюма, русский — 45,0 %, еврейский — 1,2 %.
Родной язык населения по данным переписи 2001 года:
| Язык       | Численность, чел. | Доля     |
| ---------- | ----------------- | -------- |
| Украинский | 41 620            | 74,22 %  |
| Русский    | 13 328            | 23,77 %  |
| Другое     | 1 127             | 2,01 %   |
| Итого      | 56 075            | 100,00 % |

Украинский язык является основным и единственным официальным языком города.
Во время российской оккупации Изюма оккупационные власти русифицировали местные СМИ и образование, в городе велась пропаганда «русского мира».

## История
Изюм находится в регионе, который в исторической литературе получил название Слобожанщина. Выгодное природно-географическое положение сделало Изюм городом, где с древнейших времён происходили события, сыгравшие важную роль в истории региона.
В XI—XII веках в границах современного города проходили бои между древнерусскими князьями и кочевниками-половцами, описания которых дошли к нам в старинных летописях. 7 марта 1111 года близ Изюма войско семи русских князей под рукой великого князя Владимира Мономаха победило войско половцев в битве на реке Сальнице.
Упоминание русского сторожевого дозора у брода через Северский Донец, от которого начинался Изюмский шлях (у крымских татар был известен как «Изюмская сакма») содержится в письменных источниках за 1571 год.
В 1637 году царь Михаил Фёдорович в своей грамоте указывал на необходимость строить город возле изюмского кургана. Первое упоминание о селении относится к 1639 году. Но ранние упоминаемые разные селения под название «Изюм» не подходят для увеличения возраста современного города, так как нынешнее городское поселение возникло и разрослось именно от крепости, построенной в 1681 году.

### 1681—1917
20 (30) сентября 1680 года вышел указ царя Фёдора III Алексеевича о строительстве нового города Изюм с крепостью и земляным валом. И в 1681 году была построена большая Изюмская крепость, что образовала собой новое городское поселение. Строительство проводилось под руководством харьковского полковника Григория Донца-Захаржевского и под надзором московского генерал-поручика Григория Косагова.
В документах Разрядного приказа указано, на какие части делился новый город: «Город Изюм, а в нём три города: Большой, да Меньшой, да Замок». На территории крепости, наряду с военными, хозяйственными и религиозными постройками, были и жилые дома. При строительстве нового города в него перенесли Покровскую церковь, которая до того была на левом берегу. Новопостроенный город вошёл в состав Изюмской оборонительной линии.
В 1682 году поселение упоминается под названием Изюмский окоп.
В 1685 году Изюм стал полковым городом Изюмского слободского казачьего полка, которому подчинялись 13 окружающих городов и слобод.
Часть жителей города участвовала в восстании Булавина 1707—1708 гг.
Указом об учреждении губерний и о росписании к ним городов от 18 декабря 1708 года приписан к Азовской губернии. Подтверждено полным перечнем городов Азовской губернии по росписи от 3 февраля 1709 года.
В ходе административной реформы 1765 года Изюмский слободской казачий полк был преобразован в Изюмский гусарский полк, территория полка была превращена в Изюмскую провинцию Слободско-Украинской губернии.
В 1765 году Изюм получил статус города, в 1780 году — стал центром Изюмского уезда Харьковского наместничества (в дальнейшем — Харьковской губернии).
В 1809—1823 годах была построена Николаевская церковь. В дальнейшем, в городе развивается торговля, мануфактурное (а позднее — и промышленное) производство.
По данным переписи 1897 года в Изюме жили 13 108 человек, из них 10 268 (78,33 %) указали украинский (в переписи — «малорусский») язык родным, русский («великорусский») — 2 700 (20,60 %), другие языки — 140 (1,07 %).
Во время революции 1905 года в городе прошли стачки и демонстрации.
В 1906 был основан пивоваренный завод. В 1910 году через Изюм была проложена железная дорога Харьков-Донбасс, при которой в 1915 году были построены Изюмские главные железнодорожные мастерские. В 1916 году согласно распоряжению царя Николая II в городе было начато строительство первого в России завода оптического стекла.
В 1917 году население Изюма составило 18 тысяч человек.

### 1918—1991
В феврале 1918 года в городе была установлена Советская власть, но 17 апреля город был оккупирован наступавшими австро-германскими войсками. В дальнейшем, в ходе гражданской войны, власть несколько раз менялась.
10 ноября 1918 года началось Изюмское восстание против австро-германских оккупантов и их пособников, в котором участвовали рабочие Изюмских паровозных мастерских и крестьяне уезда, в декабре 1918 года повстанцы освободили уезд, а 15 декабря 1918 года — полностью окружили город. 5 января 1919 года Советская власть в Изюме была восстановлена. В начале июня 1919 года город заняли войска ВСЮР, но 22 декабря 1919 года город вновь заняли части РККА (Эстонская дивизия 13-й армии).
15 марта 1922 года Президиум Всеукраинского центрального исполнительного комитета наградил Изюмский уезд орденом Трудового Красного Знамени «за успешную хозяйственную работу». В 1923 году завод оптического стекла был восстановлен и дал первую продукцию. Это производство положило начало развития всей отрасли оптического стекловарения СССР. С 1923 года Изюм стал центром Изюмского округа Харьковской области.
По данным переписи 1926 года, украинцы составляли 81,2 % населения города, русские — 13,3 %, евреи — 2,8 %. Украинский язык родным назвали 52,5 % населения Изюма, русский — 45,0 %, еврейский — 1,2 %.
С 1932 года Изюм входит в состав Харьковской области как город областного подчинения.
В ходе Великой Отечественной войны Изюм неоднократно становился ареной боевых действий. С конца октября 1941 года через город и Изюмский район прошла линия фронта, упорные бои в районе Изюма шли по май 1942 года, в конце мая 1942 года они завершились окружением советских войск Юго-Западного фронта в «Барвенковском котле». 23-24 июня 1942 года город был оккупирован наступавшими немецкими войсками; за время оккупации в городе были разрушены все промышленные предприятия и почти все жилые здания.
5 февраля 1943 года город был освобождён советскими войсками Юго-Западного фронта (6-й армии и 1-й гвардейской армии) в ходе Ворошиловградской операции. 13 марта 1943 года в ходе немецкого наступления была предпринята попытка обойти Изюм через Каменку, но была отбита. Следующее немецкое наступление на Изюм началось 4 апреля 1943 года силами шести батальонов мотопехоты и 20 танков, но не принесло успеха; вермахт потерял около тысячи солдат и офицеров, 9 танков, 7 самолётов, 30 автомашин. 17 июля 1943 года советские войска перешли в наступление и освободили новый плацдарм на правом берегу Донца.
В годы войны более двенадцати тысяч жителей города воевали на фронтах в рядах Советской армии; из них погибли 6480 воинов. После войны на средства жителей города и района, участников боевых действий и родственников погибших воинов под Изюмом на горе Кременец был сооружён мемориальный комплекс.
Немецкие войска разрушили во время оккупации 1330 личных и сто коммунальных зданий, Изюмский паровозоремонтный завод, красочный завод, цеха артелей, городской кинотеатр, библиотеку, 4 средние школы, педучилище, больницу, Госбанк, музей, редакцию газеты. В феврале 1945 года изюмские железнодорожники собрали 60 тысяч рублей на постройку самолёта «Комсомолец Северо-Донецкой железной дороги», а изюмские комсомольцы и молодёжь собрали 90 тысяч рублей на самолёт «Комсомолец Изюма». Сразу после освобождения началось восстановление города. Велось активное жилищное строительство, была расширена инфраструктура города.
В 1952 году здесь действовали паровозоремонтный завод, стекольный завод, мясокомбинат, пивоваренный завод, маслобойный завод, кирпичный завод, охромпольный завод, 4 средних и 1 семилетняя школы, краеведческий музей, 5 клубов и 6 библиотек. В 1966 году в городе работали больница, два диспансера, роддом — все с 490 медработниками, 12 школ с 450 учителями и 7500 учащимися; множество детсадов с 1880 детьми, филиал УЗПИ с 500 студентами, машиностроительный техникум, медучилище, ПТУ, два дворца культуры, клуб, два кинотеатра, 9 библиотек с фондом 200 тысяч томов, планетарий, Выставка достижений, водная станция и др. В 1967 году был запущен Изюмский хлебозавод. В 1969 году были построены новое здание горисполкома, ресторан «Юбилейный», гостиница «Кремянец» и почтамт. В 1979 году в восточной части города к Олимпиаде 1980 года были построены дворец культуры «Юность» и дворец спорта с плавательным бассейном.
В 1980 году здесь действовали оптико-механический завод, приборостроительный завод, тепловозоремонтный завод, завод железобетонных конструкций, завод строительных материалов, пивоваренный завод, маслодельный завод, хлебный завод, пищевкусовая фабрика, межколхозная строительная организация, комбинат бытового обслуживания, дом быта, 12 общеобразовательных школ, музыкальная школа, спортивная школа, два ПТУ, медицинское училище, 4 больницы, Дворец культуры, два Дома культуры, два клуба, кинотеатр, планетарий, 11 библиотек и краеведческий музей.
7 мая 1985 года, в честь 40-летия победы, город был награждён орденом Отечественной войны I степени.

### Независимая Украина
В мае 1995 года Кабинет министров Украины утвердил решение о приватизации находившихся в городе АТП-16307, АТП-16366, завода строительных материалов, мясокомбината, райсельхозтехники и райсельхозхимии, в июле 1995 года было утверждено решение о приватизации городского дорожного ремонтно-строительного управления.
В 1997 году была проведена международная оптическая выставка в спорткомплексе «Донец».
По состоянию на начало 2008 года город являлся центром производства оптического стекла и одним из центров оптического и оптико-электронного приборостроения Украины, здесь действовали приборостроительный завод, оптико-механический завод, тепловозоремонтный завод, несколько предприятий пищевой промышленности и производства строительных материалов (кирпича и изделий из полистиролбетона).
В 2010 году был произведён капитальный ремонт спорткомплекса «Локомотив». В сентябре 2013 года после пятилетнего простоя возобновил работу пивоваренный завод.

### Российская оккупация
Во время вторжения России на Украину с 28 февраля 2022 года город находился в положении, близком к осаде. В марте российские войска совершали массированные обстрелы Изюма, что вызвало гуманитарную катастрофу: в городе исчезли электроэнергия, газ, отопление, канализация, лекарства и мобильная связь; жители прятались в подвалах, захоронение погибших было затруднено. 24 марта в городе в результате обстрелов была разрушена телебашня на Кременце.
7 марта была захвачена северная часть города, а 1 апреля российская армия оккупировала весь город. 14 мая украинские войска перешли в контрнаступление в сторону Изюма с западного направления, но это контрнаступление остановилось. 11 сентября город был освобождён силами ВСУ.
15 сентября в лесу возле города обнаружено массовое захоронение. Местные власти сообщили об извлечении останков 447 человек. Кроме того, по данным властей, в этом районе найдены ещё три места захоронения. Под завалами одного дома погибли не менее 51 мирного жителя. За 6 месяцев оккупации, по данным Украины, в Изюме погибло более 1000 местных жителей.
В конце 2022 года вышел документальный фильм «Иди за мной» (укр. Йди за мною) режиссёра Любомира Левицкого о спасении попавшей под обстрел солдат РФ украинской пары. В июне супруги двигались на авто эвакуировать родителей и под Изюмом попали под обстрел. Мужчина был тяжело ранен. Обстрел наблюдали с дрона украинские военные, которые потом с помощью коптера вывели супругу в безопасное место. Мужчина наутро пришёл в себя и смог дойти к позициям войск Украины.

## Символика
Современный герб Изюма имеет более чем 230-летнюю историю и является гласным (говорящим): на нём изображён изюм.
21 сентября 1781 года существовавший до того герб города официально утвердил Сенат Российской империи и подписала лично Императрица Всероссийская Екатерина Великая. Герб был утверждён в один день со всеми 15 гербами уездных городов и губернского центра Харьковского наместничества; в тот же день были утверждены и гербы соседнего Воронежского наместничества.
Герб «старый», то есть исторический, и составлен задолго до утверждения — перед 1775 годом. Впервые герб опубликован в изданном в том году Гербовнике Щербатова с изображениями полковых гербов (в городе постоянно квартировал Изюмский полк); также в гербовник вошли гербы ещё 4 полковых городов Слобожанщины: Ахтырки, Сум, Острогожска и Харькова. Отличительной особенностью «старых» гербов являлось единственное поле щита — с гербом самого города (без герба наместничества/губернского центра в верхней части).
В золотом поле герба изображён красный виноград (три виноградные лозы с плодом), показывающие гласно само имя города, садоводство и изобилие винограда в его окрестностях. (Кроме герба Изюма, виноград из городов губернии изображён ещё на гербе Чугуева).
- Герб города с официальным описанием. 1781
- Современный герб Изюма 1990-х годов

В гербе Изюма художник XVIII века нарисовал красный виноград (сорт). В гербе 1990-х годов, утверждённом горсоветом, изображён уже зелёный виноград. На современном гербе города 2020-х годов и флаге Изюмского района опять изображён синий виноград.

## Промышленность
- Изюмский пивоваренный завод[70]
- Изюмский оптико-механический завод (закрыт)
- Изюмский приборостроительный завод
- Изюмский тепловозоремонтный завод
- Мебельная фабрика[19]
- Изюмский хлебозавод
- Изюмское лесное хозяйство, ГП
- Изюмское зверохозяйство, ООО
- Изюмский завод сухого молока

## Торговля
В городе развита торговля и сфера услуг. За годы независимости закрылись многие промышленные предприятия Изюма, однако был открыт новый крытый рынок «Поворотка», в 2 раза увеличился центральный рынок, было открыто множество новых магазинов. В городе существуют четыре рынка:
- Изюмский центральный рынок, самый крупный рынок города. Находится во 2 микрорайоне.
- Железнодорожный рынок. Находится возле ж/д вокзала Изюм.
- крытый рынок «Поворотка». Находится при выезде с Изюма.
- оптический рынок. Находится в микрорайоне ИОМЗ.

## Культура и спорт
В Изюме хорошо развиты культурная и спортивно-оздоровительная сферы. В городе находится городской дворец культуры им. Кирова (бывший ДК ИКПЗ, ныне ЗАГС), ДК «Железнодорожник», районный дом культуры, кинотеатр «Спартак». Для детей и подростков работает множество секций и кружков, есть Изюмский дом детского творчества. Спорт в Изюме представлен спорткомплексами «Донец» и «Локомотив». Также в городе есть стадион «Локомотив». В 9 км от города, на берегу Оскольского водохранилища, есть детский оздоровительный лагерь «Орлёнок».
В городе находится 5 парков и скверов: Центральный, Железнодорожный, Дзержинский, Дендропарк и сквер «Кремянец»

## Микрорайоны и другие местности
Официального деления в Изюме нет, но местные жители[кто?] выделяют несколько районов города:
- Веприцкий хутор. Расположен на юге города. Частный сектор, аграрный лицей № 61.
- «Нижний город». Расположен рядом с центром города. Самый фешенебельный район. Гимназия № 1 — крупнейшая кузница кадров для университетов города Харькова.
- 1-й микрорайон. В народе «ИЗОС» (Изюмский завод оптического стекла) Старейший микрорайон города, расположен между ИКПЗ и 2-м микрорайоном. Застроен преимущественно в 1930—1960-х годах трёхэтажными зданиями.
- 2-й микрорайон. В народе — «Жёлтик». Самый крупный микрорайон Изюма. Расположен между 1-м микрорайоном и центральным рынком. Застроен в 1970—1990-х годах, в основном пяти- и девятиэтажными домами.
- Центр. В народе «Город» (центральная часть города).
- Памятник (Гончаровка). Это частный сектор, где находится Сельхозтехника, Гослесхоз, Тубдиспансер.
- Нефтяник (по названию Изюмской нефтегазоразведывательной экспедиции ИНГРЭ). Это частный сектор, а также одна пятиэтажка, где находится Комунхоз, РЭС, Пожарная часть, ОСШ № 6.
- Поворотка. Район расположен при въезде в Изюм по Харьковской трассе, со стороны Харькова. Имеет торговый комплекс, где останавливаются дальнобойщики.
- Пески. Крупный район, представлен преимущественно одноэтажной частной застройкой (одна 5-этажка и 4-этажка).
- Площадь Революции. Небольшая северная часть города.
- Островского (Локомотив). На северо-восточной части города.
- ЖД (Вокзал). Находится на северо-востоке города. Застроен пяти- и двухэтажными домами, а также частным сектором. На территории района находятся: Изюмский тепловозоремотный завод, Железнодорожный рынок, Изюмская дистанция пути ЮЖД и ж/д вокзал, профессионально-технический лицей № 24 и школа № 12.
- Бараки. Северо-восток от ж/д вокзала. Представлен в основном частным сектором, а также девяти- и пятиэтажными домами. На территории района находится: Изюмский хлебозавод.
- ИОМЗ. Восточная часть города от ж/д вокзала. Девяти- и пятиэтажные дома, а также частный сектор. В этом районе находится Оптический рынок, останки ИОМЗа, Топливный склад.
- Солнечная. Крайняя точка города, расположена на окраине ИОМЗа. Здесь находится оптический институт.
- Верхний посёлок — частный сектор выше ИОМЗа. Посредине расположена ООШ № 11.
- Гнидовка — в районе речки Сухой Изюмец.

## Транспорт
Город является региональным транспортным узлом: железнодорожная станция Изюм на линии Харьков — Красный Лиман, также через город проходят автомобильные дороги М-03, Т-2109.
Ближайшие города (расстояния по автомагистралям): Лозовая — 97 км (запад), Чугуев — 84 км (северо-запад), Купянск — 79 км (северо-восток), Славянск — 52 км (юго-восток); до областного центра (Харьков) — 129 км.
Общественный транспорт представлен автобусом и маршрутным такси.

## Учебные заведения
В Изюме 11 общеобразовательных заведений:
- гимназия № 1
- школа № 2
- гимназия № 3
- школа № 4
- школа № 5
- школа № 6
- школа № 10
- школа № 11
- школа № 12
- профессионально-технический лицей № 24 (сейчас: изюмский региональный центр профессионального образования)
- аграрный лицей № 61 (объединён с ипл № 24 в 2017—2018 году)
- Изюмский медицинский колледж
- детская художественная школа им. С. И. Васильковского
- детская музыкальная школа

Также в городе действует городская библиотека.

## Религия
В городе есть Вознесенский кафедральный собор, Преображенский собор, монастырь, Крестовоздвиженский храм, храм Песчанской иконы Божией матери, Храм Иоасафа Белгородского.
- В Вознесенском кафедральном соборе находится чудотворная Песчанская икона Божией Матери, обретённая святителем Иоасафом, епископом Белгородским в 1754 году на Песках (тогда село, сейчас район Изюма).
- Крестовоздвиженская церковь была основана в 1719 году.
- С мая 2012 года Изюм является центром Изюмской епархии.
- В 2014 году возле места обретения Песчанской иконы, возле чудотворного Песчанского источника открыт Песчанский монастырь.
- Преображенский собор — самый древний храм Харьковской области (1684), возле трассы Киев-Харьков-Должанский.

## Экология
В 1990-е годы в Изюме закрылись многие предприятия, в результате чего экологическая обстановка в городе улучшилась. Основным загрязнителем воздуха является автомобильный транспорт, а также городская котельная, котельная 2 микрорайона.

## Достопримечательности
- Преображенский собор (Изюм)
- Кириченкова криница
- половецкие каменные бабы
- памятник советским воинам

## Города-побратимы
- Тукумс, Латвия
- Украина, Дрогобыч[71]